# Ghassira
Ghassira là một thị trấn thuộc tỉnh Batna, Algérie. Dân số thời điểm năm 2002 là 6.546 người.